# Kolem Belgie
Kolem Belgie je etapový cyklistický závod konaný v Belgii. První ročník byl uspořádán v roce 1908 a do roku 1981 se každoročně konal, s výjimkou období první a druhé světové války. Mezi lety 1982 a 1990 bylo vynecháno několik ročníků a v období let 1991 a 2001 se nekonal vůbec. Od roku 2002 je však znovu součástí cyklistického kalendáře.
Po vzniku UCI ProTour v roce 2005 bylo plánováno spojení tohoto závodu s Eneco Tour, to se však ve výsledku neuskutečnilo a závod Kolem Belgie se stal součástí UCI Europe Tour. V roce 2020 se stal součástí UCI ProSeries.
Aktuálně posledním vítězem závodu je Ital Filippo Baroncini. Rekord v počtu nejvíce vítězství drží Němec Tony Martin, jemuž se podařilo zvítězit třikrát v řadě mezi lety 2012 a 2014.

## Seznam vítězů
| Rok       | Země                               | Jezdec                             | Tým                                     |
| --------- | ---------------------------------- | ---------------------------------- | --------------------------------------- |
| 1908      | Francie                            | Lucien Petit-Breton                | Peugeot–Wolber                          |
| 1909      | Francie                            | Paul Duboc                         | Alcyon–Dunlop                           |
| 1910      | Belgie                             | Jules Masselis                     | Alcyon–Dunlop                           |
| 1911      | Belgie                             | René Vandenberghe                  | Alcyon–Dunlop                           |
| 1912      | Belgie                             | Odile Defraye                      | Alcyon–Dunlop                           |
| 1913      | Belgie                             | Dieudonné Gauthy                   | Alcyon–Soly                             |
| 1914      | Belgie                             | Louis Mottiat                      | Alcyon–Soly                             |
| 1915–1918 | Nejelo se kvůli 1. světové válce   | Nejelo se kvůli 1. světové válce   | Nejelo se kvůli 1. světové válce        |
| 1919      | Belgie                             | Émile Masson                       | Alcyon                                  |
| 1920      | Belgie                             | Louis Mottiat                      | Alcyon                                  |
| 1921      | Belgie                             | René Vermandel                     | individuál                              |
| 1922      | Belgie                             | René Vermandel                     | Alcyon–Dunlop                           |
| 1923      | Belgie                             | Émile Masson                       | Alcyon–Dunlop                           |
| 1924      | Belgie                             | Félix Sellier                      | Alcyon–Dunlop                           |
| 1925      | Belgie                             | Denis Verschueren                  | Wonder                                  |
| 1926      | Belgie                             | Jean De Busschere                  | Alcyon–Dunlop                           |
| 1927      | Belgie                             | Paul Matton                        | Armor–Dunlop                            |
| 1928      | Belgie                             | Jules Vanhevel                     | individuál                              |
| 1929      | Belgie                             | Armand Van Bruane                  | La Nordiste                             |
| 1930      | Belgie                             | Émile Joly                         | Génial Lucifer                          |
| 1931      | Belgie                             | Maurice De Waele                   | M. Dewaele                              |
| 1932      | Belgie                             | Léon Louyet                        | Génial Lucifer–Hutchinson               |
| 1933      | Belgie                             | Jean Aerts                         | Alcyon–Dunlop                           |
| 1934      | Belgie                             | François Gardier                   | Depas Cycles                            |
| 1935      | Belgie                             | Joseph Moerenhout                  | Dilecta–Wolber                          |
| 1936      | Belgie                             | Emile Decroix                      | Wolber                                  |
| 1937      | Belgie                             | Adolph Braeckeveldt                | Helyett–Splendor–Hutchinson             |
| 1938      | Belgie                             | François Neuville                  | Helyett–Hutchinson                      |
| 1939      | Belgie                             | Joseph Somers                      | Helyett–Hutchinson                      |
| 1940–1944 | Nejelo se kvůli 2. světové válce   | Nejelo se kvůli 2. světové válce   | Nejelo se kvůli 2. světové válce        |
| 1945      | Belgie                             | Norbert Callens                    | Mercier–Hutchinson                      |
| 1946      | Belgie                             | Albert Ramon                       | Cilo                                    |
| 1947      | Belgie                             | Maurice Van Herzele                | Groene Leeuw                            |
| 1948      | Belgie                             | Stan Ockers                        | Garin–Wolber                            |
| 1949      | Belgie                             | Ernest Sterckx                     | L'Avenir                                |
| 1950      | Belgie                             | Albert Dubuisson                   | Groene Leeuw                            |
| 1951      | Belgie                             | Lucien Mathys                      | Groene Leeuw                            |
| 1952      | Belgie                             | Henri Van Kerckhove                | individuál                              |
| 1953      | Belgie                             | Florent Rondelé                    | Bertin–D'Alessandro                     |
| 1954      | Belgie                             | Henri Van Kerckhove                | Groene Leeuw–Huret                      |
| 1955      | Belgie                             | Alex Close                         | Elvé–Peugeot                            |
| 1956      | Belgie                             | André Vlayen                       | Elvé–Peugeot                            |
| 1957      | Belgie                             | Pino Cerami                        | Peugeot–BP–Dunlop                       |
| 1958      | Belgie                             | Noël Foré                          | Groene Leeuw–Leopold                    |
| 1959      | Belgie                             | Armand Desmet                      | Groene Leeuw–Sinalco–SAS                |
| 1960      | Belgie                             | Alfons Sweeck                      | Groene Leeuw–Sinalco–SAS                |
| 1961      | Belgie                             | Rik Van Looy                       | Faema                                   |
| 1962      | Belgie                             | Noël Foré                          | Flandria–Faema–Clément                  |
| 1963      | Nizozemsko                         | Peter Post                         | Dr. Mann–Labo                           |
| 1964      | Belgie                             | Benoni Beheyt                      | Wiel's–Groene Leeuw                     |
| 1965      | Francie                            | Jean Stablinski                    | Ford France–Gitane                      |
| 1966      | Itálie                             | Vittorio Adorni                    | Salvarani                               |
| 1967      | Itálie                             | Carmine Preziosi                   | Molteni                                 |
| 1968      | Belgie                             | Wilfried David                     | Flandria–De Clerck                      |
| 1969      | Belgie                             | Erik De Vlaeminck                  | Flandria–De Clerck–Krüger               |
| 1970      | Belgie                             | Eddy Merckx                        | Faemino–Faema                           |
| 1971      | Belgie                             | Eddy Merckx                        | Molteni                                 |
| 1972      | Belgie                             | Roger Swerts                       | Molteni                                 |
| 1973      | Dánsko                             | Leif Mortensen                     | Bic                                     |
| 1974      | Belgie                             | Roger Swerts                       | IJsboerke–Colner                        |
| 1975      | Belgie                             | Freddy Maertens                    | Carpenter–Confortluxe–Flandria          |
| 1976      | Belgie                             | Michel Pollentier                  | Flandria–Velda–West Vlaams Vleesbedrijf |
| 1977      | Belgie                             | Walter Planckaert                  | Maes Pils–Mini-Flat                     |
| 1978      | Belgie                             | André Dierickx                     | IJsboerke–Gios                          |
| 1979      | Belgie                             | Daniel Willems                     | IJsboerke–Warncke Eis                   |
| 1980      | Nizozemsko                         | Gerrie Knetemann                   | TI–Raleigh–Creda                        |
| 1981      | Nizozemsko                         | Ad Wijnands                        | TI–Raleigh–Creda                        |
| 1982–1983 | Nejelo se                          | Nejelo se                          | Nejelo se                               |
| 1984      | Belgie                             | Eddy Planckaert                    | Panasonic–Raleigh                       |
| 1985      | Belgie                             | Ludo Peeters                       | Kwantum–Decosol–Yoko                    |
| 1986      | Belgie                             | Nico Emonds                        | Kwantum–Decosol–Yoko                    |
| 1987      | Nejelo se                          | Nejelo se                          | Nejelo se                               |
| 1988      | Nizozemsko                         | Frans Maassen                      | Superconfex–Yoko–Opel–Colnago           |
| 1989      | Spojené království                 | Sean Yates                         | 7-Eleven                                |
| 1990      | Nizozemsko                         | Frans Maassen                      | Buckler–Colnago–Decca                   |
| 1991–2001 | Nejelo se                          | Nejelo se                          | Nejelo se                               |
| 2002      | Nizozemsko                         | Bart Voskamp                       | BankGiroLoterij–Batavus                 |
| 2003      | Austrálie                          | Michael Rogers                     | Quick-Step–Davitamon                    |
| 2004      | Francie                            | Sylvain Chavanel                   | Brioches La Boulangère                  |
| 2005      | Belgie                             | Tom Boonen                         | Quick-Step–Innergetic                   |
| 2006      | Nizozemsko                         | Maarten Tjallingii                 | Skil–Shimano                            |
| 2007      | Rusko                              | Vladimir Gusev                     | Discovery Channel                       |
| 2008      | Belgie                             | Stijn Devolder                     | Quick-Step                              |
| 2009      | Nizozemsko                         | Lars Boom                          | Rabobank                                |
| 2010      | Belgie                             | Stijn Devolder                     | Quick-Step                              |
| 2011      | Belgie                             | Philippe Gilbert                   | Omega Pharma–Lotto                      |
| 2012      | Německo                            | Tony Martin                        | Omega Pharma–Quick-Step                 |
| 2013      | Německo                            | Tony Martin                        | Omega Pharma–Quick-Step                 |
| 2014      | Německo                            | Tony Martin                        | Omega Pharma–Quick-Step                 |
| 2015      | Belgie                             | Greg Van Avermaet                  | BMC Racing Team                         |
| 2016      | Belgie                             | Dries Devenyns                     | IAM Cycling                             |
| 2017      | Belgie                             | Jens Keukeleire                    | Belgie (národní tým)                    |
| 2018      | Belgie                             | Jens Keukeleire                    | Lotto–Soudal                            |
| 2019      | Belgie                             | Remco Evenepoel                    | Deceuninck–Quick-Step                   |
| 2020      | Nejelo se kvůli pandemii covidu-19 | Nejelo se kvůli pandemii covidu-19 | Nejelo se kvůli pandemii covidu-19      |
| 2021      | Belgie                             | Remco Evenepoel                    | Deceuninck–Quick-Step                   |
| 2022      | Švýcarsko                          | Mauro Schmid                       | Quick-Step–Alpha Vinyl                  |
| 2023      | Nizozemsko                         | Mathieu van der Poel               | Alpecin–Deceuninck                      |
| 2024      | Norsko                             | Søren Wærenskjold                  | Uno-X Mobility                          |
| 2025      | Itálie                             | Filippo Baroncini                  | UAE Team Emirates XRG                   |

### Vícenásobní vítězové
Jezdci psaní kurzívou jsou stále aktivní
| Vítězství | Jezdec              | Země       | Ročníky          |
| --------- | ------------------- | ---------- | ---------------- |
| 3         | Tony Martin         | Německo    | 2012, 2013, 2014 |
| 2         | Raymond Impanis     | Belgie     | 1952, 1953       |
| 2         | Louis Mottiat       | Belgie     | 1914, 1920       |
| 2         | Émile Masson        | Belgie     | 1919, 1923       |
| 2         | René Vermandel      | Belgie     | 1921, 1922       |
| 2         | Henri Van Kerckhove | Belhie     | 1952, 1954       |
| 2         | Noël Foré           | Belgie     | 1958, 1962       |
| 2         | Eddy Merckx         | Belgie     | 1970, 1971       |
| 2         | Roger Swerts        | Belgie     | 1972, 1974       |
| 2         | Frans Maassen       | Nizozemsko | 1988, 1990       |
| 2         | Stijn Devolder      | Belgie     | 2008, 2010       |
| 2         | Jens Keukeleire     | Belgie     | 2017, 2018       |
| 2         | Remco Evenepoel     | Belgie     | 2019, 2021       |

### Vítězství podle zemí
| Vítězství | Země                                             |
| --------- | ------------------------------------------------ |
| 69        | Belgie                                           |
| 8         | Nizozemsko                                       |
| 4         | Francie                                          |
| 3         | Německo Itálie                                   |
| 1         | Austrálie Dánsko Spojené království Rusko Norsko |